# Creu dels Sunyers
La Creu dels Sunyers és una creu de terme de Casserres (Berguedà) situada al camí de Cardona, davant de Can Rota.
La creu original, que era de pedra, va ser destruïda el 1936, durant la Guerra Civil. La creu actual és de ferro, situada damunt un pilar de formigó, de secció quadrada, sustentat per un basament de dos esglaons de secció quadrada, també de formigó.
En un manuscrit inèdit conservat a l'arxiu parroquial de Casserres, el prevere Ramon Camps parla d'aquesta creu i diu: 'si el vianant entrava pel Camí de Cardona passava prop la Creu de Sunyer; era de pedra, però de poca altura l'arbre, amb son pedrís. El dia de processó de Lledànies de la setmana d'ascensió s'hi pujava des de baix a Santa Maria. Com que des d'allí es veu clara la silueta de Montserrat, s'entonava l'antífona, vers i oremus corresponents en honor de la Patrona de Catalunya'.